# Aftekenen

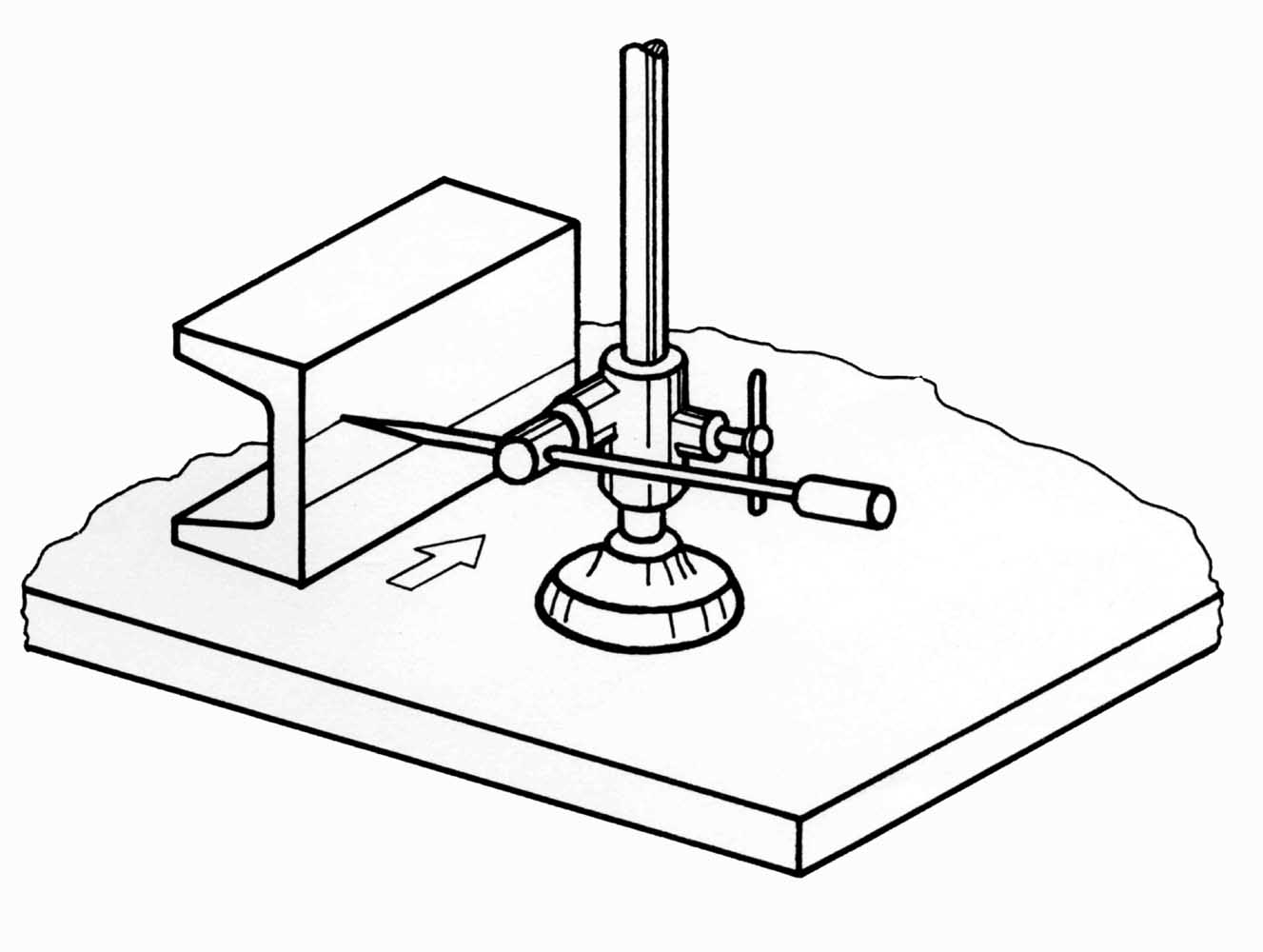
Aftekenen op hoogte

Onder aftekenen wordt verstaan datgene wat de grens aangeeft, meestal op te verwerken materiaal. De dikte, breedte en lengte van iets bepalen de totale hoeveelheid ervan en daarmee zijn de grenzen aangegeven. Maar het kan ook zijn:
- het aftekenen van de lengte
- het aftekenen van een haakse lijn
- het aftekenen van de breedte en/of lengte
- het aftekenen van een cirkel of ellips

De technicus, vakman, tekenaar enzovoort gebruikt daarvoor diverse gereedschappen, het zogenaamde aftekengereedschap:
- duimstok, van hout, metaal of kunststof
- ellipspasser
- kraspen
- krasblok
- krijtstift
- kruishout
- meetband
- meetlat, van hout, van staal
- hoogtemeter
- rolmaat
- passer, steekpasser
- potlood
- priem
- winkelhaak of blokhaak
- spatlijn of kalklijner
- verstekhaak
- zweihaak